# Uwe-Jens Mey
Uwe-Jens Mey (* 13. prosince 1963 Varšava, Polsko) je bývalý východoněmecký a německý rychlobruslař.
Na juniorském světovém šampionátu poprvé startoval v roce 1982, tehdy skončil na 18. místě. Díky úspěchu na východoněmeckém mistrovství na konci roku 1983 mohl startovat na Zimních olympijských hrách 1984, kde v závodě na 500 m byl osmý a na dvojnásobné distanci se umístil na 25. příčce. Poté debutoval také na Mistrovství světa ve sprintu (10. místo), o rok později již byl šestý. Do Světového poháru nastoupil hned v jeho prvním ročníku 1985/1986. První cenné kovy vybojoval v sezóně 1987/1988. Tehdy získal stříbro na sprinterském světovém šampionátu, posléze na zimní olympiádě vyhrál závod na 500 m a přivezl si také stříbrnou medaili z kilometru. Sezónu zakončil vítězstvím v celkovém hodnocení Světového poháru na trati 1000 m. Následující rok obhájil druhé místo na Mistrovství světa ve sprintu i celkové vítězství v SP v závodech na 1000 m, navíc vyhrál i SP v závodech na 500 m. Tyto dva úspěchy ve Světovém poháru zopakoval i v sezóně 1989/1990, v dalším ročníku vyhrál v SP pouze celkové hodnocení v závodech na 500 m, k čemuž přidal stříbrnou medaili ze sprinterského šampionátu. Na zimní olympiádě 1992 startoval pouze na sprinterském půl kilometru, kde obhájil zlatou medaili. Poté ukončil sportovní kariéru.